# Demonax gunjii
Demonax gunjii là một loài bọ cánh cứng trong họ Cerambycidae.